# Zc(3900)
Zc(3900) ist ein Hadron, das aus vier Valenzquarks besteht. Es wird angenommen, dass es entweder ein Tetraquark oder ein Hadronmolekül ist. Es ist etwa viermal so schwer wie ein Proton und hat eine Lebensdauer von etwa 10−23 Sekunden. Das Teilchen wurde 2013 von Forschern des Belle-Experiments der KEK und des BES III beim Beijing Electron Positron Collider entdeckt.